# 麥克萊倫 (佛羅里達州)
麥克萊倫（英語：McLellan）是位於美國佛羅里達州聖羅薩縣的一個人口普查指定地區。

## 地理
麥克萊倫的座標為30°59′12″N 86°53′11″W / 30.98667°N 86.88639°W，而該地最高點為海拔高度86米（即282英尺）。

## 人口
根據2010年美國人口普查的數據，麥克萊倫的面積為5.00平方千米，當中陸地面積為5.00平方千米，而水域面積為5.00平方千米。當地共有人口500人，而人口密度為每平方千米100人。